# Phelsuma
Phelsuma és un gènere de sauròpsids (rèptils) escatosos de la família dels gecònids que integra més de quaranta espècies de geckos tropicals de bell colorit.

## Taxonomia
- Phelsuma abbotti
- Phelsuma andamanense — Phelsuma andamanensis segons alguns autors
- Phelsuma antanosy
- Phelsuma astriata
- Phelsuma barbouri
- Phelsuma berghofi
- Phelsuma beufotakensis
- Phelsuma borbonica
- Phelsuma breviceps
- Phelsuma cepediana
- Phelsuma chekei
- Phelsuma comorensis
- Phelsuma dubia
- Phelsuma edwardnewtoni
- Phelsuma flavigularis
- Phelsuma gigas
- Phelsuma guentheri
- Phelsuma guimbeaui
- Phelsuma guttata
- Phelsuma hielscheri
- Phelsuma inexpectata
- Phelsuma kely
- Phelsuma klemmeri
- Phelsuma laticauda
- Phelsuma leiogaster - subespècie de Phelsuma modesta
- Phelsuma lineata
- Phelsuma longinsulae — subespècie de Phelsuma sundbergi
- Phelsuma madagascariensis
- Phelsuma malamakibo
- Phelsuma masohoala
- Phelsuma minuthi
- Phelsuma modesta
- Phelsuma mutabilis
- Phelsuma nigristriata
- Phelsuma ocellata
- Phelsuma ornata
- Phelsuma parkeri
- Phelsuma pronki
- Phelsuma pusilla
- Phelsuma quadriocellata
- Phelsuma robertmertensi
- Phelsuma seippi
- Phelsuma serraticauda
- Phelsuma standingi
- Phelsuma sundbergi
- Phelsuma trilineata
- Phelsuma v-nigra